# Депастас, Эвангелос
Эвангелос Депастас (греч. Ευάγγελος Δεπάστας; 6 января 1932, Афины — 5 января 2009) — греческий легкоатлет, специалист по бегу на средние и короткие дистанции. Выступал за сборную Греции по лёгкой атлетике в 1950-х годах, обладатель трёх бронзовых медалей Средиземноморских игр, двукратный чемпион Балкан, восьмикратный чемпион Греции, участник двух летних Олимпийских игр.

## Биография
Эвангелос Депастас родился 6 января 1932 года в Афинах, Греция. Занимался лёгкой атлетикой в столичном клубе «Паниониос».
Впервые заявил о себе на международном уровне в сезоне 1954 года, когда вошёл в состав греческой сборной и выступил на чемпионате Европы в Берне, бежал 800 и 1500 метров — в обоих случаях не смог преодолеть предварительные квалификационные этапы.
В 1955 году в дисциплине 800 метров выиграл бронзовую медаль на Средиземноморских играх в Барселоне.
Благодаря череде успешных выступлений в 1956 году удостоился права защищать честь страны на летних Олимпийских играх в Мельбурне — на дистанции 800 метров дошёл до стадии полуфиналов, тогда как на дистанции 1500 метров выбыл из борьбы за медали уже в первом круге.
В 1957 году выиграл 800 и 1500 метров на домашнем чемпионате Балкан в Афинах. По итогам сезона был признал лучшим спортсменом Греции.
В 1958 году бежал 800 метров на чемпионате Европы в Стокгольме, дошёл до полуфинала.
В 1959 году в дисциплинах 800 и 1500 метров завоевал бронзовые награды на Средиземноморских играх в Бейруте.
Принимал участие в Олимпийских играх 1960 года в Риме — в беге на 1500 метров не смог преодолеть предварительный квалификационный этап, в эстафете 4×400 метров вместе с соотечественниками сошёл с дистанции в ходе стартового этапа.
В течение своей спортивной карьеры Депастас в общей сложности восемь раз становился чемпионом Греции по лёгкой атлетике: семь раз в дисциплине 800 метров (1953—1959) и один раз в дисциплине 400 метров (1957). Устанавливал национальные рекорды в беге на 600, 1000, 2000 метров, 1 милю и 2 мили.
Впоследствии проявил себя как тренер и спортивный функционер. За выдающиеся достижения на спортивном поприще награждён Золотым крестом Ордена Феникса.
Умер от сердечного приступа 5 января 2009 года в возрасте 76 лет.